# Dausara
Dausara is een geslacht van vlinders van de familie grasmotten (Crambidae), uit de onderfamilie Odontiinae.

## Soorten
- D. amethysta Butler, 1879
- D. chiangmai Yoshiyasu, 1995
- D. latiterminalis Yoshiyasu, 1995
- D. orionalis Walker, 1859
- D. talliusalis Walker, 1859